# Kris Statlander
Kristen Stadtlander, meglio nota come Kris Statlander (West Islip, 7 agosto 1995), è una wrestler statunitense, sotto contratto con la All Elite Wrestling.
In carriera ha detenuto una volta l'TBS Championship

## Carriera
Kris Statlander è nata a West Islip, New York a Long Island. Dopo aver lavorato come stuntwoman, ha iniziato ad allenarsi nel mondo del wrestling sotto la guida di Pat Buck e Curt Hawkins alla Create A Pro Wrestling Academy ad Hicksville nel 2016.

### Circuito indipendente (2016-2019)
Debuttò nel mondo del wrestling nel novembre 2016. Il 9 aprile 2019 fece un'apparizione in WWE durante la puntata di SmackDown del 9 aprile 2019, lottando in un tag team match insieme a Karissa Rivera, perdendo contro le IIconics. Qualche mese dopo, ha lottato in un intergender match contro Joey Janela ad un evento della Beyond Wrestling, subendo una sconfitta.

### All Elite Wrestling (2019-presente)

#### Varie faide (2019-2022)
Debuttò nella All Elite Wrestling il 19 novembre 2019, lottando a Dark, in un tag team match insieme a Big Swole contro Riho e Britt Baker, perdendo. A dicembre, la AEW annunciò la firma di Starlander con la compagnia. Il 18 dicembre sconfisse Britt Baker nell'episodio di Dynamite del 18 dicembre e diventò la sfidante dell'AEW Women's World Championship. Sfruttò la chance titolata l'8 gennaio 2020 a Dynamite, dove fu sconfitta a causa delle interferenze di Brandi Rhodes, Awesome Kong, Mel e Luther. Ricevette un'altra opportunità per il titolo il 29 febbraio 2020, a Revolution, questa volta contro la nuova campionessa Nyla Rose, ma fu nuovamente sconfitta.
Nel giugno 2020, nel corso di un episodio di Dynamite, subì un infortunio al legamento crociato anteriore della gamba sinistra che la tenne lontano dal ring per quasi un anno. Ritornò a Dynamite il 31 marzo 2021 al fianco di Trent Beretta, aiutando Chuck Taylor e Orange Cassidy a sconfiggere Miro e Kip Sabian. A All Out, riprovò l'assalto al titolo e sfidò Britt Baker, ma anche questa volta non riuscì a conquistarlo.. Nell'agosto 2022, nel corso di un match svoltosi a Dark, subì una lesione completa del legamento crociato anteriore e del menisco laterale della gamba destra che la tenne fuori per un altro anno.

#### TBS Champion (2023)
Il 28 maggio 2023 a Double or Nothing, al termine del match valido per il TBS Championship in cui la campionessa Jade Cargill mantenne il titolo contro Taya Valkyrie, sfidò qualunque membro del roster femminile e Statlander rispose alla sfida. Riuscì a vincere in pochi secondi, laurendosi TBS Champion e pose inoltre fine alla striscia di imbattibilità di Cargill durata sessanta match. Il 18 novembre 2023 al ppv Full Gear 2023 perde il titolo in favore di Julia Hart nel corso di un three-way match che comprendeva Skye Blue.

## Personaggio

### Mosse finali
- Big Bang Theory / Friday Night Fever (package tombstone)[18]
- Area 451 (450 splash)

### Soprannomi
- "The Galaxy's Greatest Alien"[1]
- "More Than A Woman"[19]

## Titoli e riconoscimenti
- All Elite Wrestling
  - AEW TBS Championship (1)[5]
- All American Wrestling
  - AAW Women's Championship (1)
- Beyond Wrestling
  - Treasure Hunter Tournament (2019)
- IndependentWrestling.TV
  - Independent Wrestling Championship (1)
- New York Wrestling Connection
  - NYWC Starlet Championship (1)
- Pro Wrestling Illustrated
  - 26ª tra le 150 wrestler singole nella PWI Female 100 (2020)[20]
- Sports Illustrated
  - 6ª tra le 10 wrestler dell'anno (2019)[21]
- Victory Pro Wrestling
  - VPW Women's Championship (2)
- Women Superstars United
  - WSU World Championship (1)
  - Interim WSU World Championship (1)
  - WSU Spirit Championship (1)